# Sorbus aucuparia
A tramazeira (Sorbus aucuparia), ou cornogodinho, é uma árvore de tamanho mediano, raramente ultrapassando os 15 m de altura (excecionalmente até os 20 m). Distribui-se por toda a Europa, da Islândia à Rússia, passando pela Península Ibérica. Tolera o frio, podendo encontrar-se em elevadas altitudes. Os seus frutos são semelhantes às cerejas e ricos em vitamina C, podendo ser doces ou ácidos. Há muitas na Serra da Estrela. Os seus frutos no inverno são alimento importante para a avifauna carente nesta estação.

## Descrição
As suas bagas amadurecem entre setembro e outubro, atingindo entre 4 a 8 mm de diâmetro, de cor vermelha-alaranjada. Existem também algumas variedades rosadas, amarelas e brancas, entre as espécies asiáticas.

Com as bagas da tramazeira pode-se produzir uma geleia com um gosto intenso. Na fitoterapia estas bagas constituem a base de um colutório adstringente para a garganta.

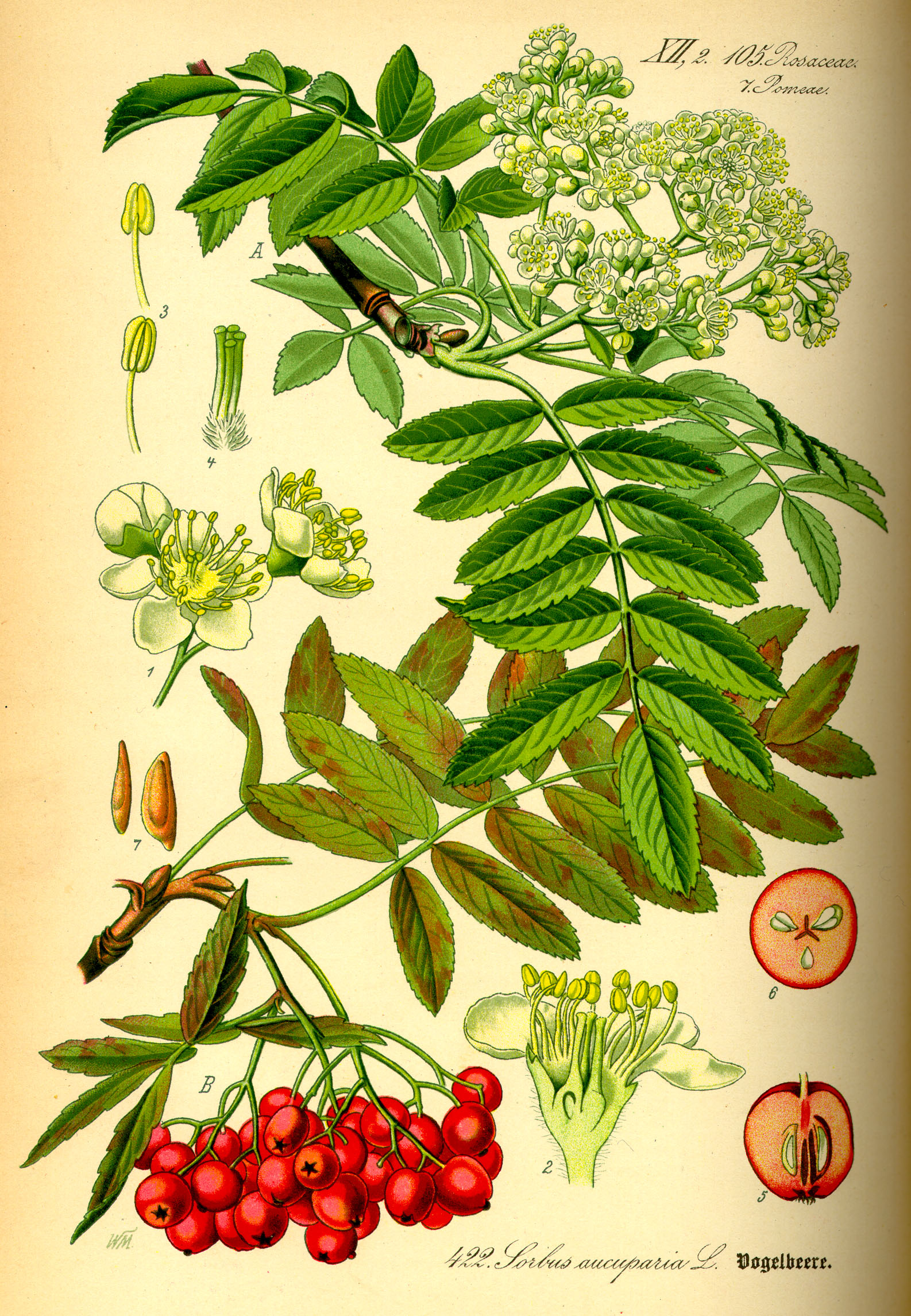
Tramazeira

## Sinonímia
- Aucuparia sylvestris Medik.
- Mespilus aucuparia (L.) Scop.
- Pyrenia aucuparia Clairv.
- Pyrus aucuparia (L.) Gaertn.
- Pyrus aucuparia var. typica (C.K.Schneid.) Asch. & Graebn.
- Sorbus aucuparia var. typica C.K.Schneid.